# Олех, Збигнев
Зби́гнев О́лех (пол. Zbigniew Olech, 22 июня 1940, Львов, — 26 апреля 2008, Вроцлав) — польский боксёр.
Брат-близнец двукратного олимпийского вице-чемпиона Артура Олеха, с которым он соперничал в лёгких весовых категориях. Был трёхкратным чемпионом Польши в наилегчайшем весе (в 1959, 1961 и 1964 годах). Два раза выигрывал так называемую «Гвардейскую Спартакиаду» (в 1962 и 1964 годах). В 1961 году принимал участие в Чемпионате европы в Белграде, где достиг четвертьфинала в наилегчайшем весе. В течение почти всей своей спортивной карьеры выступал за клуб «Гвардия Вроцлав». После окончания спортивной карьеры работал офицером в полиции Вроцлава.
Женился 6 сентября 1980 года. Имел троих детей.